# 奧連特 (紐約州)
奧連特（英語：Orient）是位於美國紐約州薩福克縣的普查規定居民點。

## 人口
根據2020年美國人口普查的數據，奧連特的面積為26.13平方千米，當中陸地面積為13.28平方千米，而水域面積為12.85平方千米。當地共有人口999人，而人口密度為每平方千米38.23人。